# Dieterode
Dieterode is een gemeente in de Duitse deelstaat Thüringen, en maakt deel uit van de Landkreis Eichsfeld.
Dieterode telt 77 inwoners.